# サン＝プリエスト
サン＝プリエスト （Saint-Priest）は、フランス、オーヴェルニュ＝ローヌ＝アルプ地域圏、メトロポール・ド・リヨンの都市。

## 地理
リヨン南東部の郊外都市である。大リヨン都市圏に属する。西をヴェニシュー、北西をブロンと接する。

## 歴史

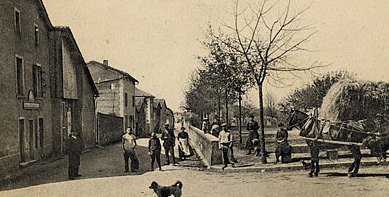
1900年頃のサン＝プリエスト村

陶器の破片を含む数多くの考古学的発掘から、太古よりこの地に人が定住していたとみられる。新石器時代から青銅器時代初期までのものである多くの墓、副葬品、陶器や石器が見つかっている。
20世紀の間に、サン＝プリエストは人口約2500人から約40,000人まで急増した。20世紀初頭のサン＝プリエスト村には、穀物や野菜、ワイン生産、家畜の飼育を行う農民が暮らしていた。サン＝プリエストは、リヨンへの牛乳供給地であった。
リヨンの織物業者たちがマニシューやミ・プレーヌ集落に業務を委託した。1918年以降、急速な工業化が進んで人口が倍増した。1968年、サン＝プリエストはイゼール県からローヌ県へ移った。

## 経済
ルノートラックやKLMの工場がある。コミューン東部は現在も農業生産地（ナタネやヒマワリの栽培）である。

## 交通

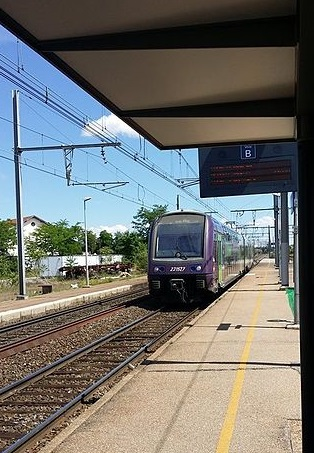
サン＝プリエスト駅とTERの車両

- 道路 - N6、A43（リヨン＝シャンベリ間）、A46（グルノーブル方面）
- 鉄道 - TERリヨン＝グルノーブル
- 路面電車 - リヨン路面電車のT2号線 (Ligne 2 du tramway de Lyon) はリヨン・ペラーシュ駅とサン＝プリエスト＝ベレール駅 (Saint-Priest - Bel Air) を結んでおり、その終着駅を含む10駅がサン＝プリエスト市内にある。

## 姉妹都市
- ミュールハイム・アム・マイン、ドイツ
- アレッツォ、イタリア
- ヌーナ、ブルキナファソ